# Ocean Drive (album)
Ocean Drive è il primo album studio del duo musicale britannico Lighthouse Family, pubblicato nel 1995.

## Tracce
1. Lifted – 4:31
2. Heavenly – 3:47
3. Loving Every Minute – 4:10
4. Ocean Drive – 3:48
5. The Way You Are – 5:01
6. Keep Remembering – 4:01
7. Sweetest Operator – 4:03
8. What Could Be Better – 3:57
9. Beautiful Night – 4:48
10. Goodbye Heartbreak – 4:11

## Formazione

### Gruppo
- Tunde Baiyewu - voce
- Paul Tucker - tastiere

#### Altri musicisti
- Philip Todd - basso, ottone, flauto
- Rupert Brown - batteria
- Dave Brewis - chitarra
- Simon Eyre - chitarra
- Pete Wingfield - pianoforte
- Danny Cummings - percussioni
- Tim Kellett - tromba
- Frank Ricotti - vibrafono
- Gavyn Wright - violino
- The London Session Orchestra - archi
- Steven Dante - cori
- David Grant - cori
- Lain Gray - cori
- Tee Green - cori
- Clive Griffin - cori
- Lawrence Johnson - cori